# Stefanówka (Opole Lubelskie)
Pour les articles homonymes, voir Stefanówka.
Stefanówka (prononciation [stɛfaˈnufka]) est un village de la gmina de Józefów nad Wisłą du powiat d'Opole Lubelskie dans la voïvodie de Lublin, située dans l'est de la Pologne.
Il se situe à environ 10 kilomètres au sud-est de Józefów nad Wisłą (siège de la gmina), 19 kilomètres au sud d'Opole Lubelskie (siège du powiat) et 54 kilomètres au sud-ouest de Lublin (capitale de la voïvodie).

## Histoire
De 1975 à 1998, la ville est attachée administrativement à l'ancienne Lublin.

Depuis 1999, elle fait partie de la nouvelle voïvodie de Lublin.